# Gazeta Polska
Gazeta Polska a fost un ziar care reflecta problemele sociale și politice ale Bucovinei în perioada secolului al XIX-lea - începutul secolului al XX-lea. A apărut între anii 1883-1913 la Cernăuți. Informațiile, datele publicate și momente semnificative care priveau viața minorității polone din Bucovina aveau o importanță deosebită. Din paginile acestui ziar nu lipseau subiecte legate de informări asupra situațiilor politice, economice și sociale din comunitățile poloneze, știri internaționale etc. Spații largi au fost consacrate publicării unor fragmente de Władysław Reymont, Adam Mickiewicz și Henryk Sienkiewicz.